# Широколисты
Широколисты (лат. Brachyphylla) — род летучих мышей семейства листоносых. Встречаются в Центральной Америке. Род включает 2 вида.

## Внешний вид и строение
Общая длина головы и тела 65—118 мм, хвост рудиментарный, предплечья длиной 51—69 мм, масса тела 45—67 г. Окраска верхней части тела желтоватая, волосы имеют кончики цвета сепии кроме более бледных шеи, плеч и боков. Низ тела обычно коричневый.

## Образ жизни и питание
Днюют в основном в пещерах, но иногда и на деревьях. Живут большими колониями до нескольких тысяч особей. Кормятся цветами, нектаром, пыльцой, фруктами, насекомыми.

## Виды
- Антильский широколист (Brachyphylla cavernarum)
- Кубинский широколист (Brachyphylla nana)